# Paul Weller
Paul Weller (25 de maig de 1958 a Woking, Surrey) és un músic anglès de rock.

## Biografia
Va ser el líder i fundador dels grups The Jam i The Style Council. En 1990 va començar una brillant carrera en solitari en la qual es va reforçar musicalment amb la seva maduresa, combinant la potència del rock del seu primer grup i l'exquisidesa i elegància del segon.
Rebatejat per la premsa com The Modfather, és considerat figura imprescindible del moviment mod de tots els temps. No obstant això, en la seva etapa en solitari Weller es va obrir a altres estils abans injuriats per ell com el folk i el country.
Rep influències tan variades com: Marvin Gaye, Neil Young, Bob Dylan, The Who, Steve Winwood, Nick Drake, Small Faces, Oasis, Brian Auger, o Cole Porter.
Després de dissoldre's The Style Council en 1989, Weller es replanteja el seu futur concloent que és el moment de desenvolupar carrera sol i al marge de la seva discogràfica de tota la vida, Polydor.
En 1991 crea el segell independent Freedom High Records i publica en format single i maxi-single In to Tomorrow sota el nom artístic de The Paul Weller Movement. Un any després els impediments econòmics li obliguen a tancar el segell i publicar el seu primer àlbum, Paul Weller, amb altra discogràfica independent: Go! Discs.
A partir d'aquí comença a pujar esglaons en qualitat i eclecticisme amb els seus següents àlbums, Wid Wood (1993) i Stanley Road (1995). Aquest tercer àlbum va arribar al número 1 en les llistes de vendes del Regne Unit i va ser premiat com Millor Artista britànic en els Brit Awards d'aquest any i l'any següent.
Posteriorment edita altres cinc àlbums d'estudi: Heavy Soul (1997), Heliocentric (2000), Illumination (2002) amb el qual aconsegueix també arribar al #1 en les llistes, Studio 150 (2004) disc tribut de versions a alguns dels seus artistes favorits, i As Is Now (2005).
El 2006 ha estat novament premiat en els Brit Awards, en aquest cas amb el premi especial a tota la seva carrera per la seva Contribució a la música.
Des d'un principi, el seu bateria a The Style Council Steve White li acompanyà en els enregistraments i directes, i també es feia acompanyar del guitarrista Steve Cradock, component del grup Ocean Colour Scene, grup descobert i ajudat per Paul des dels seus inicis en 1989.
És el baixista d'aquest grup, Damon Minchella, qui entra també en la formació fixa que acompanya a Weller en estudi i en viu.

## Discografia

### Àlbums
- Paul Weller (1992)
- Wild Wood (1993)
- Live Wood (En directe)(1994)
- Stanley Road (1995)
- Heavy Soul (1997)
- Modern Classics - Grans Èxits(1998)
- Heliocentric (2000)
- Days Of Speed (Acústic, en directe)(2001)
- Illumination (2002)
- Fly On The Wall - Cares B de singles i rareses (2003)
- Studio 150 (2004)
- Stanley Road (Edició 10º aniversari) (2005)
- As is Now (2005)
- Catch-Flame! (En directe)(2006)
- Hit Parade (Caixa amb 4 CD amb tots els singles dels seus dos grups i la seva carrera en solitari) (2006)
- 22 Dreams (2008)
- Wake Up the Nation (2010)
- Sonik Kicks (2012)
- Saturn Pattern (2015)
- A Kind Revolution (2017)